# Cube cosmique
Le Cube cosmique (« Cosmic Cube » en VO) est un objet de fiction présent dans l’univers Marvel de la maison d'édition Marvel Comics. Créé par le scénariste Stan Lee et le dessinateur Jack Kirby, l'objet fait sa première apparition dans le comic book Tales of Suspense #79 en juillet 1966.
Cet artéfact (le contenant) a été créé pour la première fois par l'organisation scientifique criminelle terrienne AIM (qui évolua ensuite pour devenir l’entité appelée Kubik (en)), mais il en existe plusieurs autres. Un Cube cosmique donne un pouvoir sans limites à son détenteur : grâce à cet objet et par sa seule volonté, il peut matérialiser tout ce qu'il peut imaginer.

## Historique de la publication
Lors de sa première apparition en juillet 1966, le Cube cosmique a été établi en tant que création de l'organisation criminelle AIM (Advanced Idea Mechanics) comme un dispositif capable de transformer n'importe quel souhait en réalité, indépendamment des conséquences.
L'AIM a conçu le contenant (le cube) et a trouvé le moyen de l'alimenter en énergie cosmique, mais celle-ci provenait en réalité des expériences conduites dans la Zone négative par les mystérieux êtres cosmiques appelés les Beyonders (en) (à ne pas confondre avec l'être appelé le Beyonder, qui lui-même est « issu » de cette race).
Le Cube a également été le sujet d'une intrigue dans une histoire introduisant le personnage du Super-Adaptoïde dans Tales of Suspense #82-84 (oct.-déc. 1966). Il a aussi figuré dans une histoire unique d’Avengers #40 (1967), étant trouvé et brièvement manié par Namor.

## Quelques Cubes cosmiques
- Kubik (en), l'évolution du Cube cosmique créé par l’AIM.
- Shaper of Worlds (en) (le « Façonneur de Mondes » en VF), l'évolution du Cube cosmique créé par les Skrulls.
- le Beyonder, une « variante » d'un Cube cosmique qui évolua vers la conscience grâce à l'Homme-molécule.
- Kobik (en), un cube conscient créé par le SHIELD, doté du tempérament d’un jeune enfant.

## Quelques détenteurs successifs

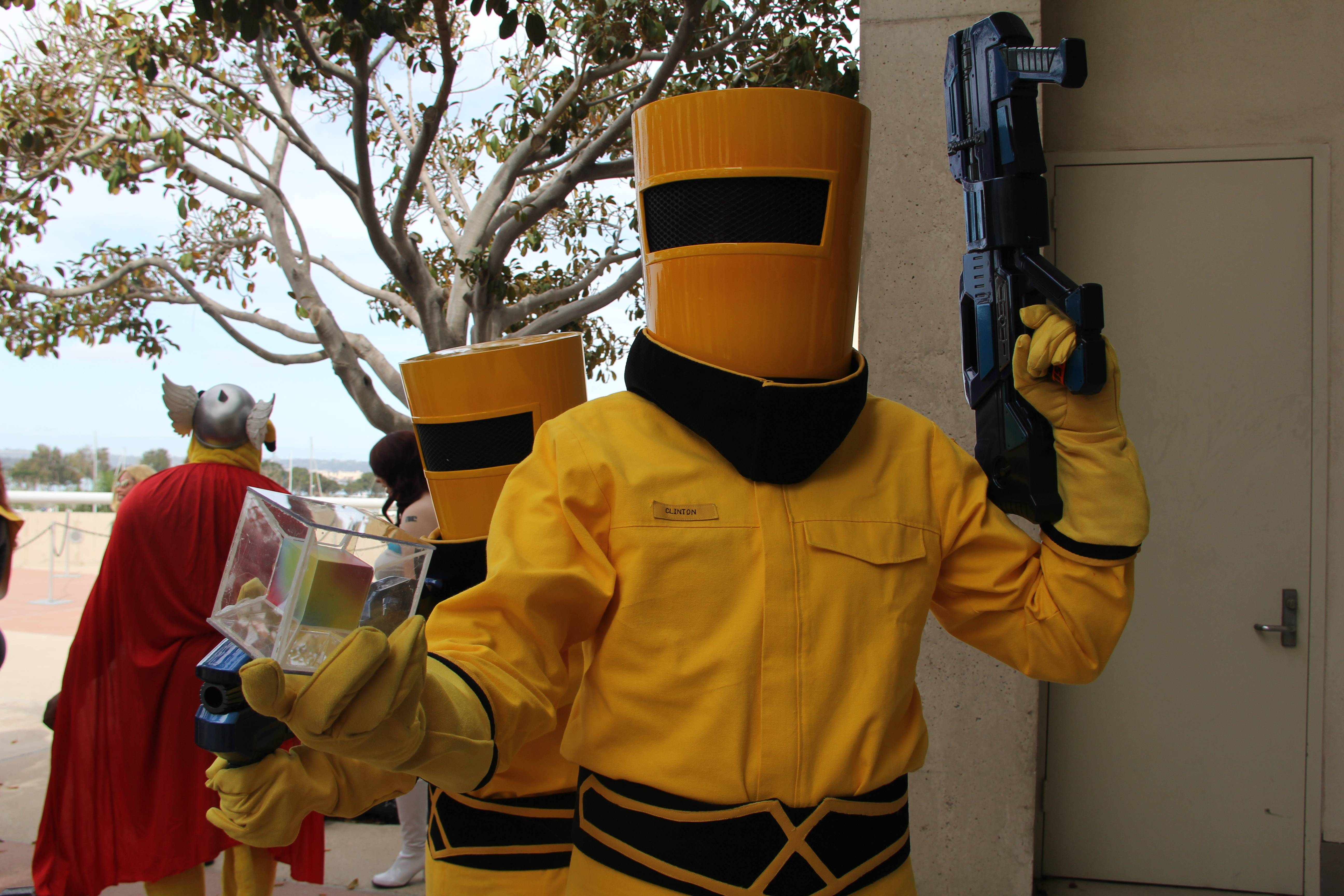
Cosplay d'agents de l'AIM, dont celui au premier plan tient le Cube cosmique.

- Le super-vilain Crâne rouge a maîtrisé un Cube cosmique pendant un temps, mais a été battu par Captain America qui a réussi à lui faire lâcher prise. Crâne rouge plongea dans la mer, sombrant dans l'océan sous le poids de son armure en or massif qu'il s'était créée grâce au cube.

À un moment donné, quand Crâne rouge s'allia au clone d’Hitler appelé le Maître de la haine, le double du Führer voulut devancer Crâne rouge et devenir une partie de la matrice du Cube, en quelque sorte pour devenir lui-même le Cube cosmique. Mais cette opération échoua, le clone d’Hitler finissant enfermé dans le cube dont Crâne rouge s'empara pour un temps.
- L’Éternel Thanos en a aussi possédé un à un moment, avant d'être défait par Captain Mar-Vell.

## Apparition dans d'autres médias

### Cinéma
Le Cube cosmique est le fil conducteur d'une bonne partie des trois premières phases de l'univers cinématographique Marvel ; dans cet univers, il est nommé Tesseract :
- Dans Captain America : First Avenger (2011), le Cube cosmique est découvert en 1942 dans le village de Tonsberg, en Norvège, par Crâne rouge, le chef de l'organisation criminelle HYDRA, branche secrète de l'armée allemande. Il y avait été caché par le dieu Odin en 1409. Crâne rouge pratique des expériences sur le cube pour créer de nouvelles armes. Dans le combat final qui l'oppose à Captain America, Crâne rouge touche le cube et disparaît. Le cube coule au fond de l'océan Arctique avec l'avion de Captain America. Il est retrouvé par Howard Stark en 1945.
- Dans Captain Marvel (2019), il est expliqué que le S.H.I.E.L.D a permis à la NASA et l'US Air Force d'exploiter le Cube cosmique dans le cadre du projet Pegasus, sous la supervision de la scientifique Wendy Lawson. Mais celle-ci est en réalité Mar-Vell, une rebelle de la civilisation Kree dont l'objectif est de créer un moteur supra-luminique grâce à l'énergie du cube, pour permettre au peuple Skrull de fuir la guerre. Mar-Vell meurt dans un combat contre les Krees, mais la jeune pilote Carol Danvers qui l'assistait lors du vol test détruit le moteur et acquiert des pouvoirs qui feront d'elle Captain Marvel dans son explosion. Le S.H.I.E.L.D. reprend ensuite possession du cube.
- Dans Thor (2011), il apparaît que, sous la supervision du Professeur Erik Selvig, le S.H.I.E.L.D exploite le Tesseract à nouveau dans le cadre du projet Pegasus.
- Dans Avengers (2012), Loki, le demi-frère de Thor, vole le Tesseract. Il l'utilise pour ouvrir un portail aux Chitauris qui tentent d'envahir la Terre et se voient opposer les Avengers, pour la première fois rassemblés au grand complet. Après la bataille finale, Thor rapporte le Tesseract sur Asgard et le confie au gardien Heimdall. Celui-ci reconstruit le pont enchanté Bifrost et entrepose le cube dans la Salle des trésors.
- Dans Thor : Le Monde des ténèbres (2013), la première scène post-générique révèle que le Tesseract est l'une des six Pierres d’Infinité.
- Dans Thor : Ragnarok (2017), à la suite de l'arrivée de Hela à Asgard, Loki parvient à s'emparer à nouveau du cube. Allié à Thor, ils fuient leur monde détruit et prennent la direction de la Terre, quand leur vaisseau est intercepté par celui de Thanos et de son Ordre noir.
- Dans Avengers: Infinity War (2018), Thanos vole le Tesseract et le brise afin de récupérer la pierre dont le Cube cosmique est l'écrin : la pierre de l'Espace.
- Dans Avengers: Endgame (2019), après avoir voyagé dans le temps avec Steve Rogers et Bruce Banner jusqu'après la bataille de New York en 2012 dans le cadre de leur plan visant à rassembler les Pierres d'infinité, Tony Stark et Scott Lang tentent de récupérer le Tesseract en provoquant une diversion, mais le perdent à cause d'une crise de colère du Hulk de 2012 ; profitant de la confusion, le Loki de 2012 s'en empare et s'enfuit dans un portail. Néanmoins, Captain America et Tony Stark parviennent à récupérer le cube dans les années 70 au premier QG du S.H.I.E.L.D, où travaillent notamment Howard Stark, Hank Pym et Peggy Carter.
- Dans le premier épisode de la Saison 1 de Loki, le cube est récupéré par le Tribunal des Variations Anachroniques en même temps que Loki, et est négligemment rangé dans un tiroir de leur QG avec de multiples variantes des Pierres d'Infinité. Loki tentera de l'utiliser pour s'en échapper, sans succès puisque le cube n'a plus aucun pouvoir en ce lieu.